# Le miniere di Falun
Le miniere di Falun (Die Bergwerke zu Falun) è un racconto di Ernst Theodor Amadeus Hoffmann facente parte della raccolta di novelle e romanzi intitolata I confratelli di Serapione, pubblicata in quattro volumi tra il 1819 e il 1821.

## Trama
Tornato a Göteborg dopo un lungo viaggio nelle Indie Orientali, il marinaio Elis Fröbom scopre che sua madre è morta e che la casa dove abitava è stata venduta. Quella notte, dopo che un vecchio straniero gli ha proposto di intraprendere il mestiere di minatore, Elis sogna di viaggiare su un mare di cristallo sotto la volta di un'immensa caverna; questa visione lo convince a prendere la strada per Falun, dove inizia a lavorare come minatore per la compagnia di Pehrson Dahlsjö. 
Dopo qualche tempo Elis è ormai diventato un provetto cavatore ed è innamorato della figlia di Pehrson, Ulla, che lo ricambia. Un giorno, mentre sta lavorando in un punto molto profondo del pozzo, Elis ode i poderosi colpi di un martello battuto contro le rocce e rivede il vecchio straniero incontrato a Göteborg. Una volta ritornato in superficie apprende dal suo vecchio mastro che quello non è un uomo ma il fantasma di un certo Torbern, che travolto da un crollo oltre cento anni prima si aggira da allora nella miniera rivelando la posizione dei più ricchi filoni di minerale. Dopo l'apparizione di Torbern, Elis diviene sempre più legato alle profondità della terra, scopre nuove vene e si sente combattuto tra la gioia del mondo e l'irresistibile legame con la miniera. Il giorno del matrimonio, Elis scende nel pozzo per andare a cercare l'almandino, una pietra color rosso-ciliegia, da regalare alla sposa come dono nuziale. Rimane tuttavia sepolto da una frana che distrugge i pozzi di Dahlsjö.
Mezzo secolo dopo, la salma di Elis viene rinvenuta da alcuni minatori, in perfetto stato di conservazione. Appresa la notizia, una vecchia accorre sul posto, riconoscendo il promesso sposo: è Ulla, che da cinquant'anni si è ritirata a Ornäs, dove, all'epoca della disgrazia, ha ricevuto la visita del vecchio Torbern, secondo il quale un giorno, sulla terra, lei ed Elis si sarebbero rivisti. Ogni anno, nell'anniversario della frana, Ulla è venuta a Falun, ed ora abbraccia commossa l'amato, morendo tra le sue braccia, mentre Elis si disfa in polvere. Entrambi vengono sepolti nella chiesa in cui si sarebbero dovuti sposare.

## Trasposizioni
Nel 1899 Hugo von Hofmannsthal scrisse un dramma teatrale col medesimo titolo, traendolo dal racconto di E.T.A. Hoffmann. Il compositore rumeno Rudolf Wagner-Régeny scrisse su questa trama un'opera musicale in 8 scene, su libretto proprio, che fu rappresentata il 16 agosto 1961 al Festspielhaus di Salisburgo. Anche Robert Schumann, nel 1831, e Richard Wagner, nel 1842, avevano progettato di comporre un'opera sull'argomento.

## Edizioni italiane
- E.T.A. Hoffmann, I Fedeli di San Serapione, introduzione di Bonaventura Tecchi, traduzione di Rosina Spaini, Gherardo Casini Editore, Roma, 1957.
- E.T.A. Hoffmann, Romanzi e racconti, volume II (I Confratelli di San Serapione), introduzione e nota bio-bibliografica di Claudio Magris, traduzioni di Carlo Pinelli, Alberto Spaini, Giorgio Vigolo, Einaudi, Torino, 1969.